# C.B. Dollaway
Clarence Byron Dollaway, né le 18 août 1983 à Battle Creek dans le Michigan (États-Unis), est un pratiquant de MMA américain. Il combat actuellement à l'Ultimate Fighting Championship dans la catégorie des poids mi-moyens.

## Palmarès en MMA
| 23 combats     | 15 victoires | 8 défaites |
| Par KO         | 6            | 4          |
| Par soumission | 3            | 2          |
| Sur décision   | 6            | 2          |

| Résultat | Record | Adversaire      | Méthode                                           | Événement                               | Date               | Round | Temps | Lieu                                     | Notes                                    |
| -------- | ------ | --------------- | ------------------------------------------------- | --------------------------------------- | ------------------ | ----- | ----- | ---------------------------------------- | ---------------------------------------- |
| Défaite  | 15-8   | Nate Marquardt  | KO (coup de poing)                                | UFC on Fox: dos Anjos vs. Cerrone II    | 19 décembre 2015   | 2     | 0:28  | Orlando, Floride, États-Unis             |                                          |
| Défaite  | 15-7   | Michael Bisping | Décision unanime                                  | UFC 186: Johnson vs. Horiguchi          | 25 avril 2015      | 3     | 5:00  | Montréal, Québec, Canada                 |                                          |
| Défaite  | 15-6   | Lyoto Machida   | TKO (coup de pied au corps et coups de poing)     | UFC Fight Night: Machida vs. Doloway    | 20 décembre 2014   | 1     | 1:02  | Barueri, Brésil                          |                                          |
| Victoire | 15-5   | Francis Carmont | Décision unanime                                  | UFC Fight Night: Muñoz vs. Mousasi      | 31 mai 2014        | 2     | 5:00  | Berlin, Allemagne                        | Performance de la soirée                 |
| Victoire | 14-5   | Cezar Ferreira  | KO (coups de poing)                               | UFC Fight Night: Shogun vs. Henderson 2 | 23 mars 2014       | 1     | 0:39  | Natal, Brésil                            |                                          |
| Défaite  | 13-5   | Tim Boetsch     | Décision partagée                                 | UFC 166: Velasquez vs. Dos Santos III   | 19-10-2013         | 3     | 5:00  | Houston, Texas, États-Unis               |                                          |
| Victoire | 13-4   | Daniel Sarafian | Décision partagée                                 | UFC on FX: Belfort vs. Bisping          | 19 janvier 2013    | 3     | 5:00  | São Paulo, Brésil                        | Combat de la soirée                      |
| Victoire | 12-4   | Jason Miller    | Décision unanime                                  | UFC 146                                 | 26 mai 2012        | 3     | 5:00  | Las Vegas, Nevada, États-Unis            |                                          |
| Défaite  | 11-4   | Jared Hamman    | KO (coups de poing)                               | UFC Live: Hardy vs. Lytle               | 14 août 2011       | 2     | 3:38  | Milwaukee, Wisconsin, États-Unis         |                                          |
| Défaite  | 11-3   | Mark Muñoz      | KO (coups de poing)                               | UFC Live: Sanchez vs. Kampmann          | 3 mars 2011        | 1     | 0:54  | Louisville, Kentucky, États-Unis         |                                          |
| Victoire | 11-2   | Joe Doerksen    | Soumission (étranglement en guillotine)           | UFC 119                                 | 25 septembre 2010  | 1     | 2:13  | Indianapolis, Indiana, États-Unis        | Soumission de la soirée                  |
| Victoire | 10-2   | Goran Reljić    | Décision unanime                                  | UFC 110                                 | 21 février 2010    | 3     | 5:00  | Sydney, Australie                        |                                          |
| Victoire | 9-2    | - Jay Silva     | Décision unanime                                  | UFC Fight Night: Diaz vs. Guillard      | 16 septembre 2009  | 3     | 5:00  | Oklahoma City, Oklahoma, États-Unis      |                                          |
| Défaite  | 8-2    | Tom Lawlor      | Soumission technique (étranglement en guillotine) | UFC 100                                 | 11 juillet 2009    | 1     | 0:55  | Las Vegas, Nevada, États-Unis            |                                          |
| Victoire | 8-1    | Mike Massenzio  | TKO (coups de poing)                              | UFC 92                                  | 27 décembre 2008   | 1     | 3:01  | Las Vegas, Nevada, États-Unis            |                                          |
| Victoire | 7-1    | Jesse Taylor    | Soumission (cravate péruvienne)                   | UFC Fight Night: Silva vs. Irvin        | 19 juillet 2008    | 1     | 3:58  | Las Vegas, Nevada, États-Unis            | Soumission de la soirée                  |
| Défaite  | 6-1    | Amir Sadollah   | Soumission (clé de bras)                          | The Ultimate Fighter 7 Finale           | 21 juin 2008       | 1     | 3:02  | Las Vegas, Nevada, États-Unis            | Échoue dans son combat au titre du TUF 7 |
| Victoire | 6-0    | Bill Smallwood  | Soumission (étranglement arrière)                 | SE: Vale Tudo                           | 27 octobre 2007    | 1     |       | Mexico, Mexique                          |                                          |
| Victoire | 5-0    | Hans Marrero    | TKO (coup de genou et coups de poing)             | HDNet Fights 1                          | 13 octobre 2007    | 1     | 1:07  | Dallas, Texas, États-Unis                |                                          |
| Victoire | 4-0    | Joe Bunch       | TKO (coups de poing)                              | IFO: Wiuff vs. Salmon                   | 1er septembre 2007 | 2     | 4:31  | Las Vegas, Nevada, États-Unis            |                                          |
| Victoire | 3-0    | George Hartman  | Décision unanime                                  | Rage in the Cage 94                     | 28 avril 2007      | 3     | 3:00  | Phoenix, Arizona, États-Unis             |                                          |
| Victoire | 2-0    | Levi LaLonde    | KO (coups de poing)                               | WFC: Desert Storm                       | 31 mars 2007       | 1     | 2:40  | Camp Verde, Arizona, États-Unis          |                                          |
| Victoire | 1-0    | Chuck Pablo     | TKO (slam)                                        | Cage Fighting Federation                | 10 novembre 2006   | 1     | 0:17  | Albuquerque, Nouveau Mexique, États-Unis |                                          |